# Hamdullah Suphi Tanrıöver

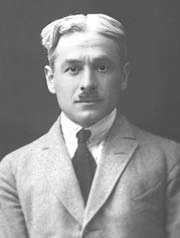
Hamdullah Suphi Tanrıöver

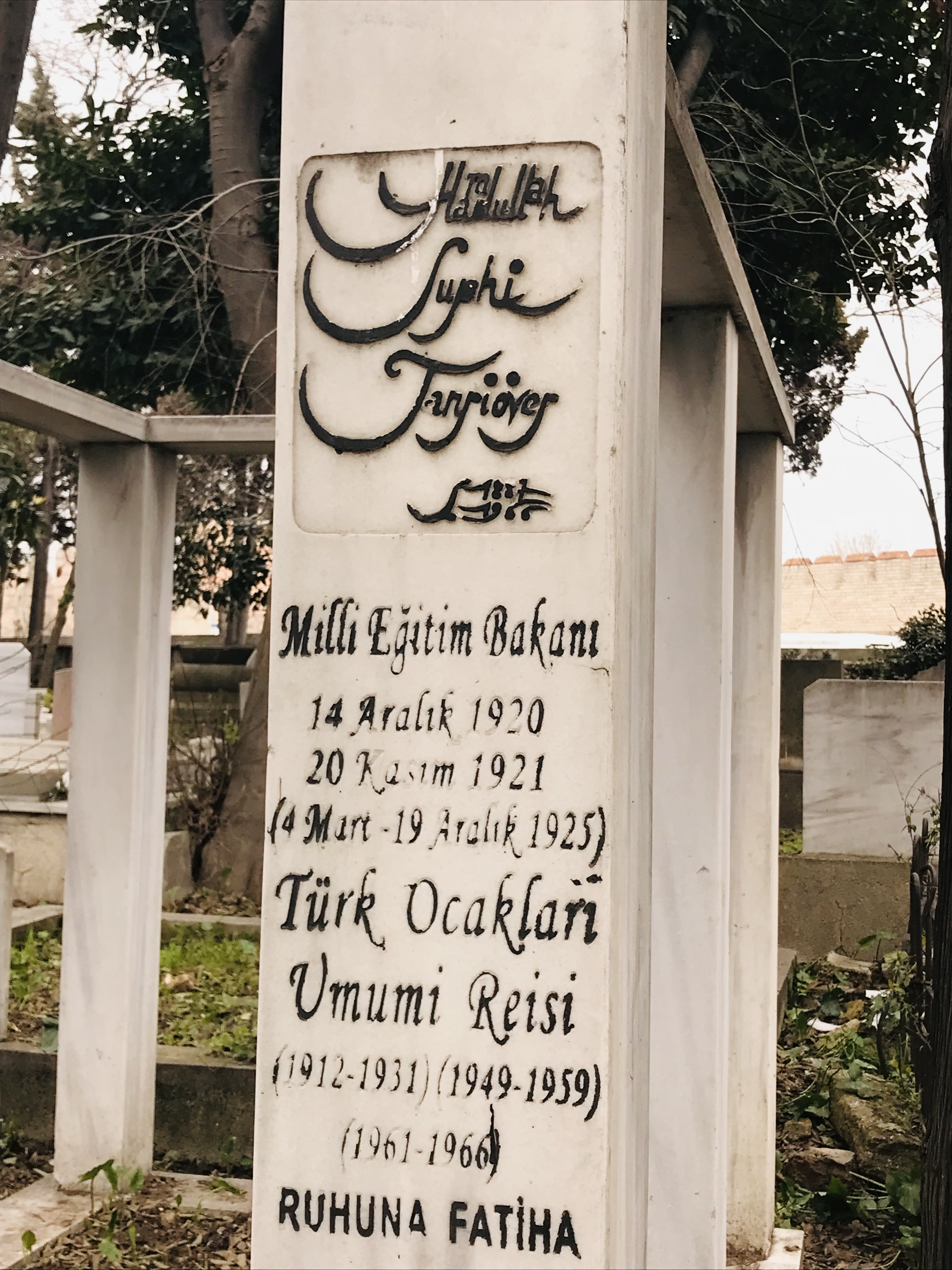
Das Mausoleum von Hamdullah Suphi Tanrıöver auf dem Merkezefendi-Friedhof in Istanbul

Hamdullah Suphi Tanrıöver (* 1885 in Istanbul; † 10. Juni 1966 ebenda) war ein türkischer Dichter und Politiker.

## Leben
Hamdullah Suphi Tanrıöver wurde 1885 in Istanbul als Sohn des osmanischen Politikers und Bildungsministers Abdüllatif Suphi Pascha geboren. Er besuchte bis 1904 das Galatasaray-Gymnasium und arbeitete danach als Übersetzer und von 1908 bis 1913 als Lehrer für türkische Sprache an der Militärschule Ayasofya und der Schule für Lehrerausbildung. An der osmanischen Universität Darülfünun, die später zur Universität Istanbul wurde, war er von 1913 bis 1920 Professor für islamische Kunst.
Während seiner Kindheit war das Haus der Familie Treffpunkt bekannter osmanischer Dichter, die Tanrıöver beeinflussten. Erste Gedichte veröffentlichte er in der literarischen Zeitung Şurâ-yı Ümmet, die sein Onkel in Paris herausgab. Bald schrieb er für die Literaturzeitschriften Genç Kalemler und Davul.
Im Jahr 1913 wurde er Vorsitzender des Türk Ocağı, eines Vereins, der den türkischen Nationalismus förderte. Tanrıöver wurde zu einem der einflussreichsten Vordenker der turkistischen und panturanischen Bewegung. 1913 nahm er am Turkistenkongress in Genf teil, der erstmals bestimmte, wer ein Türke war. Tanrıöver sprach sich gegen eine zu enge ethnische Definition aus. Er prägte das Bild vom türkischen Haus. Er führte den Verein bis zu seinem Verbot im Jahr 1931. Außerdem war er Mitglied eines Komitees, das die Situation der Türken auf dem Balkan nach dem Balkankrieg (1912/13) untersuchen sollte. 
Während des türkischen Befreiungskrieges (1919–1923) schloss sich Tanrıöver dem nationalen Widerstand von Mustafa Kemal Pascha (Atatürk) an und wurde Mitglied des letzten osmanischen Parlaments; im ersten türkischen Parlament war er Abgeordneter für die Saruhan (heute Provinz Manisa). Vom 13. Dezember 1920 bis zum 20. November 1921 war er Bildungsminister des Landes im 1., 2. und 3. Rat der Vollzugsbeauftragten.
Nach der Gründung der Republik war er zwischen dem 3. März und dem 21. Dezember 1925 erneut Bildungsminister. Im Jahr 1931 wurde er zum Botschafter der Türkei in Rumänien berufen und blieb bis 1944 im Amt. Er setzte sich insbesondere für die türkischstämmigen Bürger des Landes ein. 1943 wurde er für die Cumhuriyet Halk Partisi (CHP) und den Wahlbezirk Istanbul in die türkische Nationalversammlung gewählt. Im Jahr 1950 wurde er aufgrund des Streites um eine Verbesserung der Pressefreiheit Mitglied der neugegründeten Demokrat Parti und zog 1954 für die Partei in die Nationalversammlung ein. Einige Jahre später gründete er mit anderen gemeinsam die Hürriyet Partisi. Sein Abgeordnetenmandat verlor er bei der Parlamentswahl in der Türkei 1957, bei der die HP nur vier Mandate erringen konnte.
Tanrıöver war verheiratet mit Ayşe Saide, die Nachfahrin der anatolischen Beylik-Herrscherhäuser Isfendiyariden und Ramazaniden gewesen sein soll. Er starb am 10. Juni 1966 und wurde auf dem Friedhof Merkezefendi in Istanbul bestattet.

## Werke
- Namık Kemal Bey Magosa'da. 1909 (Dokumentation zu "Namık Kemal in Famagusta)
- Günebakan. 1928 (Essays)
- Dağyolu. 1931 (Reden)
- Anadolu Milli Mücadelesi. 1946